# Estigarde
Estigarde – miejscowość i gmina we Francji, w regionie Nowa Akwitania, w departamencie Landy.
Według danych na rok 1990 gminę zamieszkiwały 93 osoby, a gęstość zaludnienia wynosiła 3 osób/km² (wśród 2290 gmin Akwitanii Estigarde plasuje się na 1083. miejscu pod względem liczby ludności, natomiast pod względem powierzchni na miejscu 270.).